# Horst Lettenmayer
Horst Lettenmayer (31. července 1941, Biberach an der Riß – 20. července 2024, Dachau) byl německý herec a dabér.

## Život

### Mládí
Narodil se v roce 1941 v Biberach an der Riß a vyrůstal v Rottweilu spolu se dvěma staršími bratry. Po absolvování střední školy absolvoval v roce 1960 základní vojenskou službu v německé armádě v Bavorsku.

### Herectví
Nejprve studoval herectví na škole Otto Falckenberga v Mnichově a poté působil jako divadelní herec v různých divadlech. Měl také komparzní role v několika filmových a televizních produkcích společnosti Bavaria Film. Věnoval se i dabingu v animovaných filmech, například mravenčího úředníka v seriálu Včelka Mája.
V roce 1970 natáčel s filmovým štábem na dodnes používaném letišti Mnichov-Riem úvodní sekvenci kriminálního seriálu Místo činu, přičemž mu byly vidět pouze oči a nohy a chodidla. Jeho honorář byla jednorázová odměna 400 marek. V roce 1989 se objevil v roli odborového bosse Günthera Broeggera v epizodě Dobročinná sbírka po boku Götze George a Eberharda Feika.

### Ukončení herecké kariéry
V roce 1979 ukončil svou hereckou kariéru a začal studovat elektrotechniku na Technické univerzitě v Mnichově. Poté pracoval řadu let jako elektroinženýr v několika společnostech, mimo jiné ve firmě Siemens. V devadesátých letech založil v Dachau vlastní firmu Betec Licht AG, která se zabývá světelnou technikou. Společnost mimo jiné dodává lampy pro Filmový festival v Cannes a je držitelem patentu na obrazové světlo, které on sám vyvinul.

### Úmrtí
Zemřel 20. července 2024 v Dachau ve věku 82 let. Pohřben byl na mnichovském Severním hřbitově.

## Filmografie
- 1989: Místo činu